# فهرست شهرهای پاراگوئه

## بر پایه جمعیت
| رتبه | شهر/شهرک             | بخش                        | جمعیت (سال ۲۰۱۳) |
| ---- | -------------------- | -------------------------- | ---------------- |
| ۱    | آسونسیون             | (مرکز بخش)                 | ۵۱۲۱۱۲           |
| ۲    | سیوداد دل استه       | استان آلتو پارانا          | ۲۲۲۲۷۴           |
| ۳    | سن لورنزو، پاراگوئه  | بخش مرکزی                  | ۲۰۴۳۵۶           |
| ۴    | لوکه                 | بخش مرکزی                  | ۱۷۰۹۸۶           |
| ۵    | کاپیاتا              | بخش مرکزی                  | ۱۵۴۲۷۴           |
| ۶    | لامباره              | بخش مرکزی                  | ۱۱۹۷۹۵           |
| ۷    | فرناندو دلا مورا     | بخش مرکزی                  | ۱۱۳۵۶۰           |
| ۸    | لیمپیو               | بخش مرکزی                  | ۷۳۱۵۸            |
| ۹    | نیمبی                | بخش مرکزی                  | ۷۱۹۰۹            |
| ۱۰   | انکارانسیون          | استان ایتاپوا              | ۶۷۱۷۳            |
| ۱۱   | Mariano Roque Alonso | بخش مرکزی                  | ۶۵۲۲۹            |
| ۱۲   | پدرو خوآن کابالرو    | استان آمامبای              | ۶۴۵۹۲            |
| ۱۳   | ویا الیسا            | بخش مرکزی                  | ۵۳۱۶۶            |
| ۱۴   | کاراگوآزو            | Caaguazú                   | ۴۸۹۴۱            |
| ۱۵   | کورونل اوویدو        | Caaguazú                   | ۴۸۷۷۳            |
| ۱۶   | هرنانداریاس          | استان آلتو پارانا          | ۴۷۲۶۶            |
| ۱۷   | پرزیدنته فرانکو      | استان آلتو پارانا          | ۴۷۲۴۶            |
| ۱۸   | ایتائوگوآ            | بخش مرکزی                  | ۴۵۵۷۷            |
| ۱۹   | کنسپسیون، پاراگوئه   | ناحیه کانسپسیون (پاراگوئه) | ۴۴۰۷۰            |
| ۲۰   | ویاریکا              | Guairá                     | ۳۸۹۶۱            |
| ۲۱   | سن آنتونیو، پاراگوئه | بخش مرکزی                  | ۳۷۷۹۵            |
| ۲۲   | پیلار                | ناحیه نیمبوکو              | ۲۴۳۰۰            |
| ۲۳   | کائاکوپه             | Cordillera                 | ۱۹۱۳۱            |
| ۲۴   | ایتا                 | بخش مرکزی                  | ۱۷۴۶۹            |
| ۲۵   | ماریسکال استیگاریبیا | ناحیه بوکورون              | ۱۶۴۱۸            |
| ۲۶   | ویا هایس             | Presidente Hayes           | ۱۵۸۲۳            |
| ۲۷   | مینگا گوآزو          | استان آلتو پارانا          | ۱۴۸۰۶            |
| ۲۸   | سن ایگناسیو          | ناحیه میسیونس              | ۱۳۷۱۶            |
| ۲۹   | سن استانیسلاو        | San Pedro                  | ۱۳۲۰۲            |
| ۳۰   | آیولاس               | ناحیه میسیونس              | ۱۰۸۵۱            |
| ۳۱   | ویلیتا               | بخش مرکزی                  | ۱۰۱۰۶            |
| ۳۲   | آرگوآ                | بخش مرکزی                  | ۱۰۰۰۹            |

## بر پایه بخش
| رتیه                       | شهر/شهرک             | جمعیت (سال ۲۰۰۲)  |
| استان آلتو پارانا          | استان آلتو پارانا    | استان آلتو پارانا |
| -------------------------- | -------------------- | ----------------- |
| ۱                          | سیوداد دل استه       | ۲۲۲٫۲۷۴           |
| ۲                          | هرنانداریاس          | ۴۷٫۲۶۶            |
| ۳                          | پرزیدنته فرانکو      | ۴۷٫۲۴۶            |
| ۴                          | مینگا گوآزو          | ۱۴٫۸۰۶            |
| استان آمامبای              |                      |                   |
| ۱                          | پدرو خوآن کابالرو    | ۶۴٫۵۹۲            |
| آسونسیون                   |                      |                   |
| ۱                          | آسونسیون             | ۵۱۲٫۱۱۲           |
| ناحیه بوکورون              |                      |                   |
| ۱                          | ماریسکال استیگاریبیا | ۱۶٫۴۱۸            |
| Caaguazú                   |                      |                   |
| ۱                          | کاراگوآزو            | ۴۸٫۹۴۱            |
| ۲                          | کورونل اوویدو        | ۴۸٫۷۷۳            |
| بخش مرکزی (پاراگوئه)       |                      |                   |
| ۱                          | سن لورنزو، پاراگوئه  | ۲۰۴٫۳۵۶           |
| ۲                          | لوکه                 | ۱۷۰٫۹۸۶           |
| ۳                          | کاپیاتا              | ۱۵۴٫۲۷۴           |
| ۴                          | لامباره              | ۱۱۹٫۷۹۵           |
| ۵                          | فرناندو دلا مورا     | ۱۱۳٫۵۶۰           |
| ۶                          | لیمپیو               | ۷۳٫۱۵۸            |
| ۷                          | نیمبی                | ۷۱٫۹۰۹            |
| ۸                          | Mariano Roque Alonso | ۶۵٫۲۲۹            |
| ۹                          | ویا الیسا            | ۵۳٫۱۶۶            |
| ۱۰                         | ایتائوگوآ            | ۴۵٫۵۷۷            |
| ۱۱                         | سن آنتونیو، پاراگوئه | ۳۷٫۷۹۵            |
| ۱۲                         | ایتا                 | ۱۷٫۴۶۹            |
| ۱۳                         | ویلیتا               | 10.106            |
| ۱۴                         | آرگوآ                | ۱۰٫۰۰۹            |
| ناحیه کانسپسیون (پاراگوئه) |                      |                   |
| ۱                          | کنسپسیون، پاراگوئه   | ۴۴٫۰۷۰            |
| Cordillera                 |                      |                   |
| ۱                          | کائاکوپه             | ۱۹٫۱۳۱            |
| Guairá                     |                      |                   |
| ۱                          | ویاریکا              | ۳۸٫۹۶۱            |
| استان ایتاپوا              |                      |                   |
| ۱                          | انکارانسیون          | ۶۷٫۱۷۳            |
| ناحیه میسیونس              |                      |                   |
| ۱                          | سن ایگناسیو          | ۱۳٫۷۱۶            |
| ۲                          | آیولاس               | ۱۰٫۸۵۱            |
| ناحیه نیمبوکو              |                      |                   |
| ۱                          | پیلار                | ۲۴٫۳۰۰            |
| Presidente Hayes           |                      |                   |
| ۱                          | ویا هایس             | ۱۵٫۸۲۳            |
| San Pedro                  |                      |                   |
| ۱                          | سن استانیسلاو        | ۱۳٫۲۰۲            |